# Yutlinuk
Yutlinuk, pleme Kwakiutl Indijanaca iz skupine Nawiti, nastanjeno nekada na otočju Scott (Lanz, Cox i Triangle) kod obale Vancouvera u kanadskoj provinciji Britanska Kolumbija. Naziv Yutlinuk anglizirani je oblik plemenskog imena yútl’inuxw, koji je nastao iz yútl’i (=‘landward on water’), imena za otok Cox (kažu Boas 1934:40, Galois 1994:303-304; Bouchard i Kennedy). Yutlinuki su se još do sredine 1900.-tih pomiješali s pleemnom Nakomgilisala, a Boas ih već 1887. nije identificirao kao posebnu skupinu. Prema drugim znalcima, Curtis (1915:10:306) oni su nestali kao posebna nezavisna grupa još prije 1910., a za posljednjeg Yutlinuka, točnije jednu ženu, Mungo Martin je napisao da je umrla sredinom 1940.-te.

## Vanjske poveznice
- History of Port Alice[neaktivna poveznica]
- Cape Scott Provincial Park  Arhivirana inačica izvorne stranice od 6. veljače 2006. (Wayback Machine)